# Zusje (film)
Zusje een Nederlandse film uit 1995 en won een Gouden kalf voor Beste film.

## Verhaal
De film gaat over Martijns obsessie voor zijn jongere zus Daantje (Kim van Kooten), verteld vanuit het perspectief van zijn videocamera. Martijn (Romijn Conen met de stem van Hugo Metsers III), die in Londen woont, bezoekt zijn vijf jaar jongere zusje om, zo zegt hij, van haar een documentaire te maken. Met zijn videocamera weet hij het leven van Daantje binnen te dringen. Al gauw blijkt er een onopgeloste kwestie uit een ver verleden te bestaan waarvan Daantje niets meer wil weten. Langzamerhand wordt duidelijk hoe Martijns contactgestoordheid en zijn obsessie voor zijn jongere zus zijn ontstaan.

## Rolverdeling
| Acteur              | Personage                              |
| ------------------- | -------------------------------------- |
| Kim van Kooten      | Daantje Zuidewind                      |
| Romijn Conen        | Martijn Zuidewind                      |
| Hugo Metsers III    | Martijn Zuidewind (stem)               |
| Bert Pot            | Martijn Zuidewind (subjectieve camera) |
| Roeland Fernhout    | Ramon                                  |
| Ganna Veenhuysen    | Ingeborg                               |
| Hannah Risselada    | kleine Daantje                         |
| Michael Münninghoff | kleine Martijn                         |
| Alenka Dorrele      | moeder Zuidewind                       |
| Peter Idenburg      | vader Zuidewind                        |
| Taco Keers          | Bas                                    |
| Marianne Jeuken     | Buurvrouw                              |
| Herman Brood        | Ramons bovenbuurman                    |
| Eulalia Montseré    | Spaanse vriend                         |